# Trivago
Trivago – niemiecka międzynarodowa firma technologiczna specjalizująca się w usługach i produktach związanych z Internetem w dziedzinie hotelarstwa i zakwaterowania. Strona porównuje ceny ponad 700 tys. hoteli na ponad 175 stronach rezerwacyjnych, takich jak Booking.com czy Hotele.pl. Siedziba firmy mieści się w Düsseldorfie. a samą stronę dostępną na 45 międzynarodowych platformach odwiedza ponad 80 milionów użytkowników miesięcznie. Firma turystyczna Expedia Group ze Stanów Zjednoczonych jest właścicielem większości akcji spółki. Firma jest zarejestrowana w Holandii.

## Historia
Trivago GmbH zostało powołane do życia w 2004 roku w Düsseldorfie i zaczęło działać w 2005; założyli je: Peter Vinnemeier, Malte Siewert i Rolf Schrömgens.
W 2007 r. strona uruchomiła platformy w Hiszpanii, Francji i Wielkiej Brytanii. Rok później powstała strona polska oraz szwedzka, a firma otrzymała 1,14 miliona dolarów z funduszu Serii B brytyjskiej firmy Howzat media LLP. W 2009 r. zaczęła pierwszą pozaeuropejską działalność poprzez udostępnienie platform w USA, Chinach, Japonii, Brazylii i Meksyku.

## Produkt

### Porównywanie cen hoteli
Trivago porównuje ceny hoteli, jak również różne aspekty związane z pobytem w hotelu. Użytkownik rozpoczyna wyszukiwanie poprzez wprowadzenie nazwy miasta, regionu, kraju, czy atrakcji turystycznej oraz dat pobytu i rodzaju pokoju. Wyszukanie może zostać sprecyzowane poprzez parametry wyszukiwania, takie jak dostępne w obiekcie udogodnienia, wyposażenie sportowe, czy oferty dla klientów biznesowych. Użytkownik może również wybrać takie opcje jak Wi-Fi, SPA, plaża, czy basen, jeżeli są one dostępne w obiektach na liście rezultatów. Dodatkowe filtry obejmują odległość od wyznaczonego punktu, np. centrum miasta, atrakcji, czy adresu. W przypadkach gdzie małe miasto lub miejscowość posiada tylko kilka hoteli, bądź gdy system nie jest w stanie zidentyfikować położenia geograficznego, oferowane są opcje alternatywne. Strona ukazuje wtedy użytkownikowi wszystkie dostępne oferty, na które można dokonać rezerwacji na podlinkowanych zewnętrznych stronach rezerwacyjnych, gdzie użytkownicy mogą zobaczyć więcej szczegółowych informacji oraz sfinalizować transakcję rezerwacyjną hotelu.
Porównywanie cen hoteli oferuje informacje z różnych źródeł, w tym partnerów, użytkowników oraz hotelarzy. Informacja jest skondensowana w taki sposób, aby użytkownik mógł widzieć dostępne strony rezerwacyjne, ceny, opinie, kierunki, zdjęcia obiektów i opisy hoteli. Oceny hoteli na Trivago są wsparte zewnętrznymi źródłami oraz opiniami gości. Wszystko to, aby uzyskać jak najbardziej obiektywną opinię.

### Trivago Hotel Manager
To darmowa platforma dla hotelarzy ułatwiająca zarządzanie wizerunkiem hotelu na Trivago. Trivago Hotel Manager to narzędzie, które pozwala na poprawienie widoczności hotelu w serwisie. Ponadto właściciel bądź manager hotelu może śledzić ilość rezerwacji, a nawet ustawić swój własny system rezerwacji.

### Społeczność Trivago
Trivago przy tworzeniu opisów i dodawaniu zdjęć polega na międzynarodowej społeczności podróżników i pisarzy, którzy współtworzą serwis.

### Trivago Hotel Price Index (tHPI)
Trivago Hotel Price Index (tHPI) jest autorskim zestawieniem cen hoteli publikowanym przez firmę każdego miesiąca. Średnie ceny (dla pokoju dwuosobowego typu standard) przedstawiane są dla głównych ośrodków miejskich w Europie, Ameryce Północnej i Południowej oraz Azji i Pacyfiku.

## Nagrody i wyróżnienia
- Travel Industry Club – Online Manager 2010 – 3. miejsce – Malte Siewert[11]
- Start Award NRW 2009 – Nominacja w kategorii „Innovative Start-Up”[12]
- Travel Industry Club Award 2009 – finałowa 10. finalistów „Best Practice Award”[13]
- Travolution Awards 2009 – Shortlist „Best Travel Information Website”[14]
- Red Herring 100 – Laureat 2008[15]
- Europe Innova, inicjatywa Komisji Europejskiej – Enterprise and Industry, przedstawiło Trivago GmbH jako przykład pomocy w rozwoju jakości rynku turystycznego oraz modernizacji i wspierania lokalnego rynku pracy[4].